# Communauté de communes du Pays d'Entrevaux
La communauté de communes du Pays d'Entrevaux est une ancienne communauté de communes française, située dans le département des Alpes-de-Haute-Provence en région Provence-Alpes-Côte d'Azur.

## Historique
La communauté de communes du Pays d'Entrevaux a été créé le 31 décembre 2008 par l'arrêté préfectoral no 2008-3585 sur la base des six communes composant le SIVOM d'Entrevaux.

### Contestation interne
Malgré l'arrêté préfectoral de création du 31 décembre 2008, le contenu et le périmètre de la communauté sont contestés ; en effet, la commune de Val-de-Chalvagne suivie par celle de La Rochette ont introduit en février 2009 un recours contre cet arrêté, estimant que son contenu a été modifié arbitrairement par le préfet ; d'autre part, la première commune souhaite également son rattachement à une autre communauté de communes située dans les Alpes-Maritimes.

### Projets de fusion
Le premier projet de schéma départemental de coopération intercommunale des Alpes-de-Haute-Provence, présenté le 21 avril 2011, prévoyait une communauté de communes regroupant treize communes au sein du pôle Vaïre/Var ; ce territoire « avait vocation à organiser l'extrême Est du département ». Deux amendements ont été portés sur ce pôle à la suite des réunions de la commission départementale de coopération intercommunale des 18 et 28 novembre 2011 et rejetés :
- la fusion de la CC du Pays d'Entrevaux avec deux communautés de communes des Alpes-Maritimes (Cians Var et Vallées d'Azur) ;
- le maintien de la CC du Pays d'Entrevaux dans son périmètre actuel.

En 2013, la CC du Pays d'Entrevaux projetait de fusionner avec la communauté de communes Terres de Lumière au sein de la communauté de communes Vaïre-Var. Ce projet n'a pas encore été validé par la préfecture, mais les élus de la CC du Pays d'Entrevaux s'opposent à cette fusion.[réf. nécessaire]
La loi no 2015-991 du 7 août 2015 portant nouvelle organisation territoriale de la République, dite « loi NOTRe », impose aux établissements publics de coopération intercommunale à fiscalité propre une population supérieure à 15 000 habitants, avec des dérogations, sans pour autant descendre en-dessous de 5 000 habitants. La communauté de communes du Pays d'Entrevaux comptait 1 418 habitants en 2012 ; elle ne peut pas se maintenir. Le SDCI, présenté le 12 octobre 2015, proposait la fusion avec quatre autres communautés de communes constituant le pôle du Verdon : CC du Haut-Verdon Val d'Allos, CC du Moyen Verdon, CC du Teillon et CC Terres de Lumière. Deux amendements ont été portés sur ce pôle à la suite de la réunion de la commission départementale de coopération intercommunale du 21 mars 2016 et rejetés :
- sortie de la communauté de communes du Pays d'Entrevaux ;
- maintien de la communauté de communes du Moyen Verdon.

## Territoire communautaire

### Géographie
La communauté de communes du Pays d'Entrevaux est située à l'est-sud-est du département des Alpes-de-Haute-Provence, dans l'arrondissement de Castellane.

### Composition
La communauté de communes contenait les communes de Castellet-lès-Sausses, Entrevaux, Val-de-Chalvagne, La Rochette, Saint-Pierre et Sausses.

### Démographie
| 1968  | 1975 | 1982  | 1990  | 1999  | 2008  | 2013  |
| ----- | ---- | ----- | ----- | ----- | ----- | ----- |
| 1 057 | 978  | 1 050 | 1 126 | 1 087 | 1 379 | 1 403 |

## Administration

### Siège
Le siège de la communauté de communes est situé à Entrevaux.

### Les élus
La communauté de communes est gérée par un conseil communautaire composé de 19 membres (17 + 2 suppléants) représentant chacune des communes membres.
Ils sont répartis comme suit :
| Nombre de délégués             | Communes                      |
| ------------------------------ | ----------------------------- |
| 8                              | Entrevaux                     |
| 3                              | Castellet-lès-Sausses         |
| 2 (délégués)                   | Sausses, Saint-Pierre         |
| 2 (un délégué et un suppléant) | La Rochette, Val-de-Chalvagne |

### Présidence
En 2014, le conseil communautaire a élu son président, Daniel Paravicini.
Le conseil communautaire du 4 novembre 2015 a élu un autre président, Lucas Guibert (maire d'Entrevaux), et désigné trois vice-présidents : Patrick Nobile (maire de Saint-Pierre), Didier Occelli (2e adjoint à Entrevaux) et Marie-Christine Cesar, (1re adjointe à Entrevaux).

### Compétences
L'intercommunalité exerce les compétences suivantes :
Compétences obligatoires :
- aménagement de l'espace : schéma directeur d'urbanisme, zone d'aménagement concerté, schéma directeur sur l'ensemble des communes du territoire communautaire
- développement économique : actions d'aide à l'installation d'entreprises et d'activités, aide aux activités nouvelles, développement et fonctionnement de technologies haut-débit…

Compétence optionnelle :
- protection et mise en valeur de l'environnement.

Autres compétences :
- information et promotion du territoire ;
- amélioration des hébergements touristiques ;
- élaboration des documents d'information communaux sur les risques majeurs ;
- opération programmée d'amélioration de l'habitat ;
- collecte et ramassage des ordures ménagères ;
- accueil de la petite enfance ;
- aide aux associations intervenant au niveau des politiques sociales.

Par ailleurs, elle exerce depuis le 1er janvier 2015, la compétence assainissement collectif et le service public d'assainissement non collectif.

### Régime fiscal et budget
La communauté de communes applique la fiscalité additionnelle.

#### Budget et fiscalité du Pays d'Entrevaux
- Total des produits de fonctionnement : 425 000 €uros, soit 304 €uros par habitant
- Total des ressources d’investissement : 61 000 €uros, soit 44 €uros par habitant
- Endettement : 36 000 €uros, soit 26 €uros par habitant[9].

#### Budget et fiscalité Communauté de communes Terres de Lumière
- Total des produits de fonctionnement : 817 000 €uros, soit 431 €uros par habitant
- Total des ressources d’investissement : 272 000 €uros, soit 143 €uros par habitant
- Endettement : 416 000 €uros, soit 219 €uros par habitant[10].

## Projets et réalisations
- Amélioration du haut débit[Off 4].
- Amélioration et entretien de sentiers de randonnée[Off 4].
- Valorisation patrimoniale et touristique du site des moulins d'Entrevaux[Off 4].